# 八里桥站 (北京市)

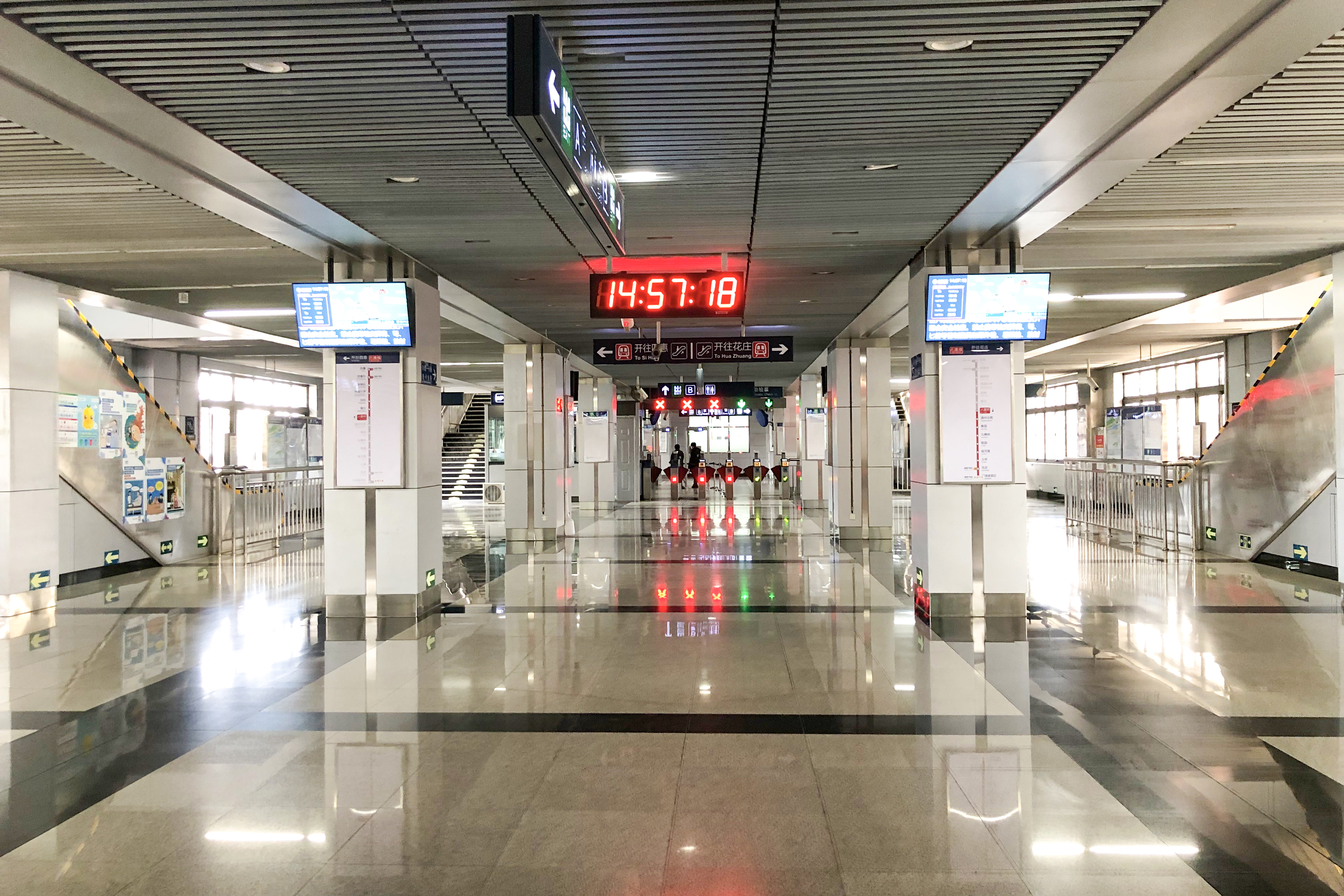
八里桥站站厅
（2021年3月摄）

八里橋站是一个位于中国北京市朝阳区管庄地区重兴寺村建国路、京塘路八里桥收费站中央，属于北京地铁八通线的地铁车站，2003年12月27日随八通线启用。

## 位置
这个站位于八里橋南街南面的京通快速路八里桥上下行收费站之间。

## 车站结构

### 车站楼层
| 地上二层 站台层 | 侧式站台，右側開门               | 侧式站台，右側開门               |
| 地上二层 站台层 | █ 八通线往古城（1号线）（管庄）  |                                  |
| 地上二层 站台层 | █ 八通线往环球度假区（通州北苑） |                                  |
| 地上二层 站台层 | 侧式站台，右側開門               |                                  |
| 地上一层 站厅层 | 站厅                             | 客务中心、自动售票机、进出站闸机 |
| 地下一层        | 出入口                           |                                  |

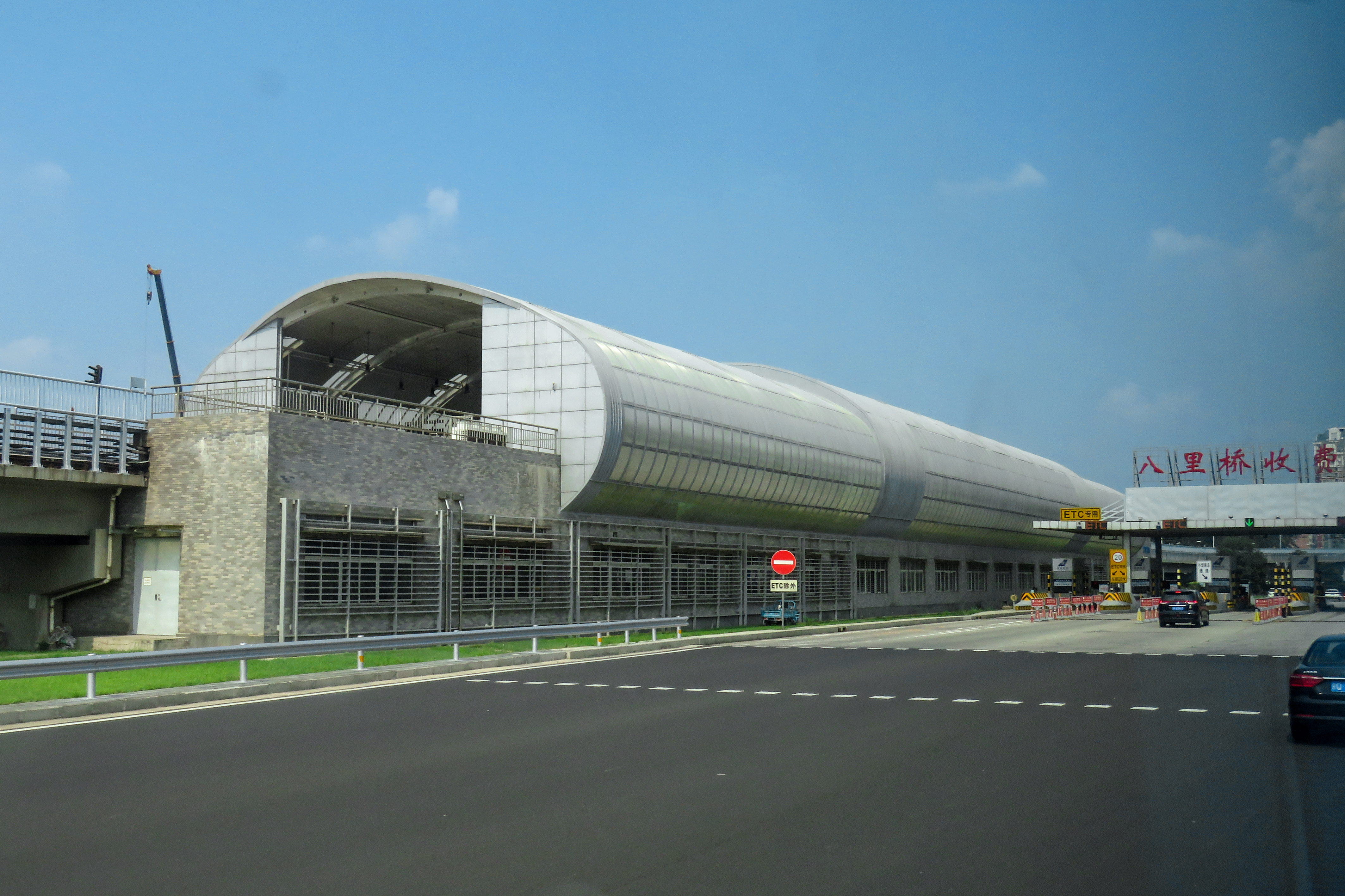
八里桥站站体
（2018年7月摄）

八里桥站设有2个侧式站台，位于京通快速路中央。

## 出入口
这个地铁站一共有4个出口：西北，西南，東北，東南
|                               |        |                  |      |            |
| 编号                          | 指示   | 建议前往的目的地 | 照片 | 无障碍设施 |
| 出口 · A · 1 · 轮椅升降台标志 | 建国路 |                  |      |            |
| 出口 · A · 2                  | 建国路 |                  |      | 不適用     |
| 出口 · B · 1                  | 建国路 |                  |      | 不適用     |
| 出口 · B · 2                  | 建国路 |                  |      | 不適用     |
| 出口 · B · 3                  | 建国路 |                  |      | 不適用     |
| 註： 設有輪椅升降台           |        |                  |      |            |